# Петров, Евгений Александрович (спортсмен)
Евге́ний Алекса́ндрович Петро́в (род. 16 октября 1938, Москва) — советский стрелок-стендовик, Олимпийский чемпион. Заслуженный мастер спорта СССР (1968). Заслуженный тренер СССР (1982).

## Биография
Родился 16 октября 1938 года в Москве.
В октябре 1962 года на 38-м чемпионате мира по стрельбе в Каире участвовал в составе сборной СССР, стрелял из ружья МЦ 8.
В 1967 году закончил Московский полиграфический институт.
Выступал за московское Всеармейское военно-охотничье общество, в апреле 1967 года занял первое место на международных соревнованиях по стрельбе из охотничьих ружей, проходивших на стрельбище ЦС ВВОО (поразил 197 из 200 мишеней). В дальнейшем, в 1967 году на проходивших в Москве лично-командных соревнованиях по спортивно-охотничьему спорту, посвящённых 50-летию СССР занял первое место при стрельбе на круглой площадке по 200 мишеням (198 из 200 мишеней).
В 1968 году в Москве занял первое место при стрельбе на круглой площадке по 200 мишеням (200 из 200 мишеней), в октябре 1968 года занял первое место на Олимпиаде в Мексике (198 из 200 мишеней).
В 1974 году стал работать тренером. Член КПСС с 1974 года. На Олимпийских играх 1976 года был старшим тренером сборной СССР, а на Играх 1992 года — главным тренером по стендовой стрельбе Объединённой команды.

## Семья
- Отец — Петров, Александр Николаевич (1906—1977), кинооператор.
- Мать — Петрова Ирина Александровна (1915—2003), литературный редактор.
- Супруга — Петрова Наталия Александровна (1945), редактор.
- Сын — Петров Александр (1979), окончил экономический вуз; мастер спорта по стрельбе.

## Спортивные достижения
- чемпион Олимпийских игр (в качестве оружия использовал ружьё МЦ 8)[7]
- серебряный призёр Олимпийских игр
- шестикратный чемпион мира (1970 в личных, 1967, 1969—1971, 1973 — в командных соревнованиях)
- трёхкратный серебряный призёр чемпионатов мира (1967 в личных соревнованиях, 1962, 1966 — в командных соревнованиях)
- пятикратный чемпион Европы (1966, 1967, 1969, 1972, 1973 в командных соревнованиях)
- четырёхкратный серебряный призёр чемпионатов Европы (1966, 1969—1971 в личных соревнованиях)
- бронзовый призёр чемпионата Европы (1971)
- пятикратный чемпион СССР (1962, 1963, 1965, 1967, 1972)
- абсолютный рекордсмен мира